# Irma Sztáray

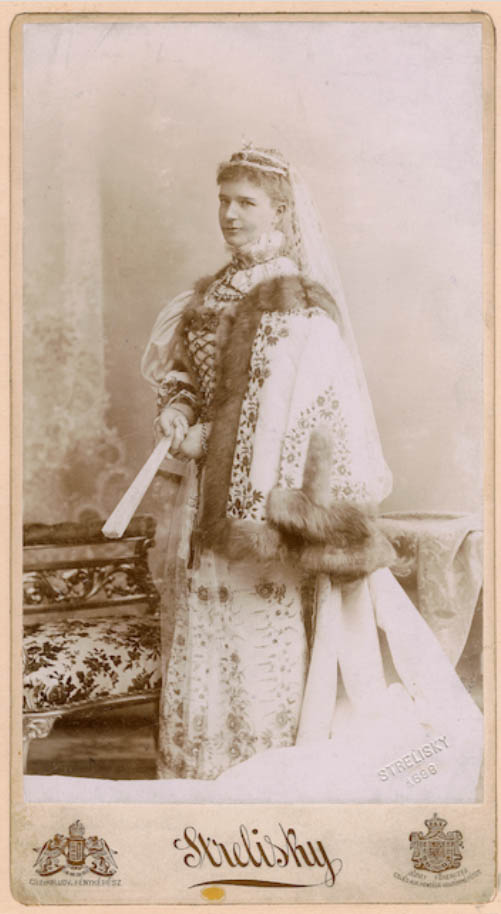
Irma Gräfin Sztáray von Sztára und Nagy-Mihály, 1896

Irma Gräfin Sztáray von Sztára und Nagy-Mihály (* 10. Juli 1864 in Sztára, Königreich Ungarn; † 3. September 1940 in Szobránc, Königreich Ungarn) war eine Hofdame der Kaiserin und Königin Elisabeth von Österreich-Ungarn.

## Herkunft

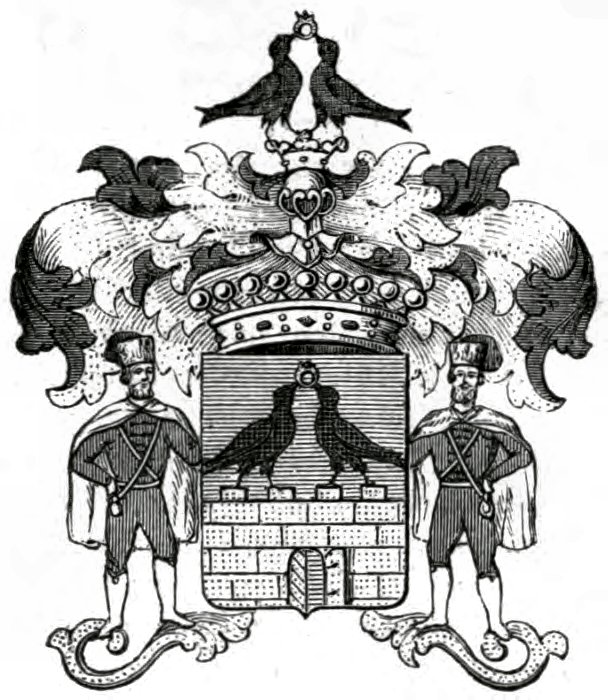
Wappen der Grafen Sztáray von Nagy-Mihály

Irma Sztáray war eines der sieben Kinder von Viktor Graf Sztáray von Sztára und Nagy-Mihály (* 1823; † 1879) und dessen Gemahlin Maria, geborene Török von Szendrő (* 1835; † 1916). Sie blieb unverheiratet und kinderlos. Schon Irmas Großvater, Vincent Sztáray, stand als junger Mann in den Diensten von Königin Marie-Antoinette von Österreich-Lothringen am Hof von Versailles, bis die Französische Revolution ausbrach und er wieder nach Ungarn zurückkehrte.

## Hofdame

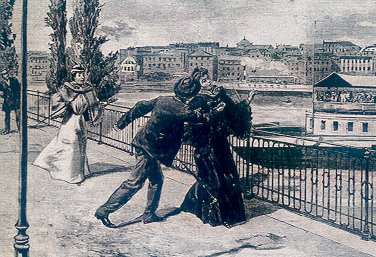
Das Attentat auf Kaiserin Elisabeth, dessen Zeuge Irma Sztáray war (Zeitgenössische Darstellung)

Mit 30 Jahren trat Irma Sztáray in die Dienste der Kaiserin ein. Aufgrund ihrer Vorliebe für Ungarn wählte Elisabeth stets ungarische Hofdamen – auch Irma Sztárays Vorgängerinnen Marie Festetics und Gräfin Janka Mikes waren Ungarinnen. Festetics hatte den Außendienst quittiert, da sie sich den körperlichen Strapazen der extremen Wanderungen der Kaiserin nicht mehr gewachsen fühlte. Johanna Mikes hingegen beabsichtigte zu heiraten und musste deshalb den Hofdienst quittieren. Die Aufgaben der Hofdame hatten sich unter Elisabeth verändert – wichtigste Voraussetzung war nicht mehr die Herkunft, sondern körperliche Fitness, um an den langen Wanderungen der Kaiserin teilnehmen zu können. Janka Mikes war es auch, die Irma Sztáray im August 1894 bei Hof einführte und sie mit den Gepflogenheiten der Kaiserin und des Hoflebens vertraut machte.
Da Elisabeth sich immer mehr zurückzog und isolierte, waren außer ihrer Lieblingstochter Marie Valerie ihre ungarischen Hofdamen die einzigen, die die Kaiserin in ihren letzten Lebensjahren umgaben. Die Aufzeichnungen dieser Frauen sind somit wichtige Quellen für Historiker.
Von Irma Sztáray stammt die Schilderung des Attentats am 10. September 1898, bei dem die Kaiserin ums Leben kam. Die beiden Frauen hatten in Genf das Hotel Beau-Rivage verlassen und waren auf dem Weg zum Schiff, als Luigi Lucheni die Kaiserin angriff. Laut Sztáray bemerkte Elisabeth ihre tödliche Verwundung zunächst nicht, sondern glaubte, ihr sei lediglich ein Faustschlag versetzt worden. Sie vermutete einen versuchten Raub: Vielleicht wollte er mir meine Uhr wegnehmen?
1909 veröffentlichte Irma Sztáray das Buch Aus den letzten Jahren der Kaiserin Elisabeth.
Das von Sztáray verfasste Vorwort vom 10. September 1909 beschreibt ihren Beweggrund zum Schreiben des Buches so: In dem Gedanken, weil das Leben eile, so auch sie eilen müsse, suchte sie die Briefe hervor, die sie an ihre Mutter geschrieben hatte, während sie als Hofdame im Dienst der Kaiserin stand. Ihr Ersuchen war es, sie für ein Buch der Pietät zu benützen, dessen Niederschrift sie in ihren schwersten Stunden ihres Lebens angelobt habe.
Als Zeichen des Dankes erhielt sie von Kaiser Franz Joseph I. das Kleid Kaiserin Elisabeths zum Geschenk, in welchem die Kaiserin ermordet wurde. Die Gräfin Sztáray bewahrte das Kleid bis in die 1930er Jahre pietätvoll auf und schenkte es dann dem Königin-Elisabeth-Gedenkmuseum in Budapest.
Irma Sztáray war die letzte Hofdame der Kaiserin Elisabeth. Nach dem Tode der Kaiserin lebte sie noch eine Zeit lang in Wien und zog dann auf das Familiengut in Szobránc, wo sie am 3. September 1940 im Alter von 76 Jahren starb. Sie wurde in der Familiengruft in der (heute nicht mehr existierenden) römisch-katholischen St. Laurenziuskirche von Szobránc beigesetzt. Diese Kirche wurde in den Kämpfen zum Ende des Zweiten Weltkrieges zerstört (und durch einen Neubau ersetzt). Die Familiengruft fiel einem Straßenneubau zum Opfer und wurde aufgelöst. Deshalb wurden die sterblichen Überreste der dort Bestatteten exhumiert und in ein Grab des städtischen Friedhofs von Szobránc überführt. Das Kreuz aus der Familiengruft befindet sich heute vor dem Haupteingang des Kirchenneubaus.

## Orden
Sztáray war Trägerin des Elisabeth-Ordens in der Großkreuz-Klasse. Der Orden wurde ihr durch Franz Joseph am 17. September 1898 verliehen.

## Film
Im Kinofilm Sisi & Ich (2023) übernahm Sandra Hüller die Rolle von Irma Sztáray.